# Sven Israelsson
Sven Albert Israel Israelsson, švedski nordijski kombinatorec, * 17. januar 1920, Dala-Järna, † 9. oktober, 1989, Dala-Järna. 
Israelsson je za Švedsko osvojil bronasto medaljo v nordijski kombinaciji na Zimskih olimpijskih igrah 1948 v St. Moritzu. 